# Emilie Preyer

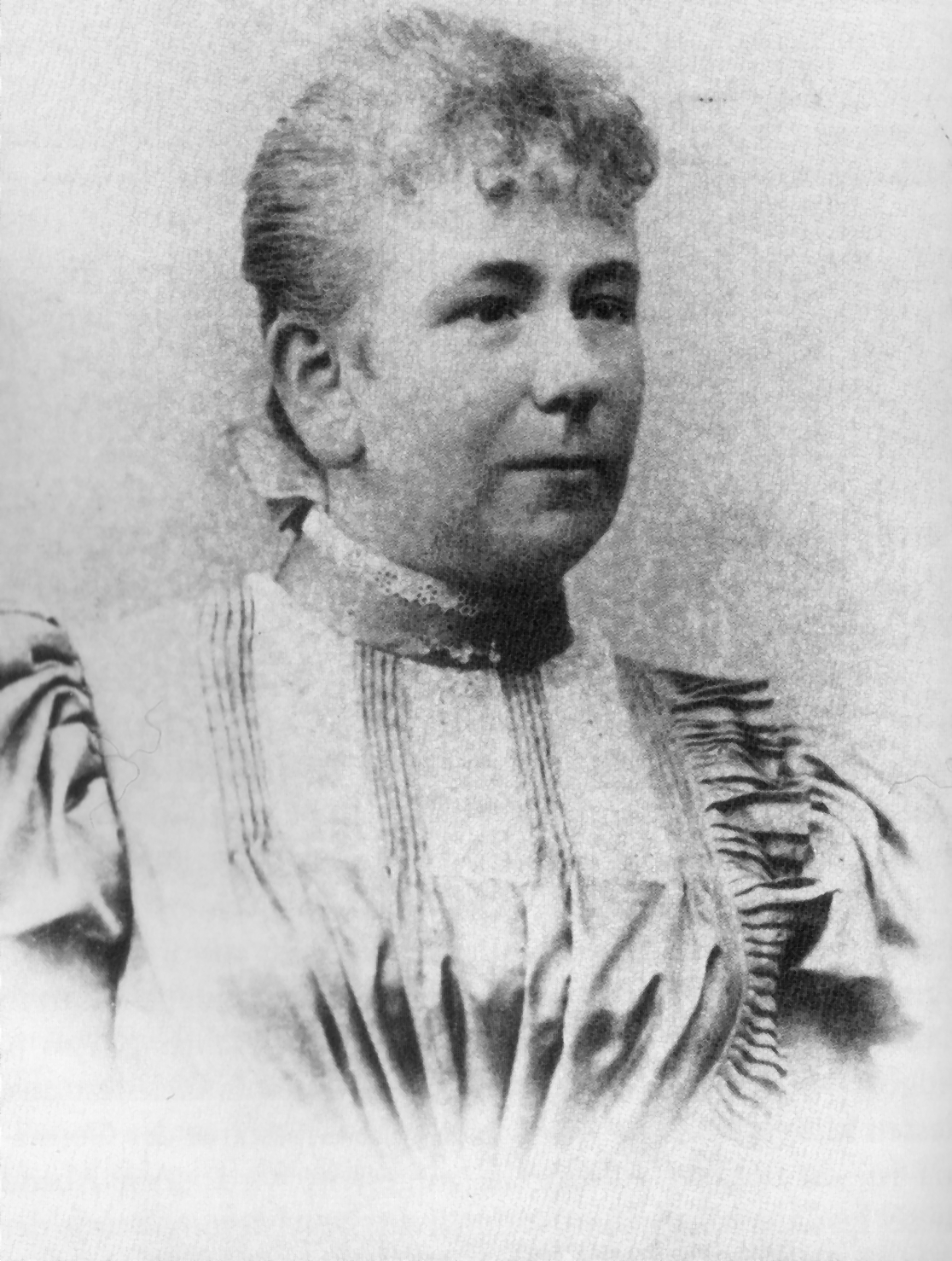
Emilie Preyer

Emilie Preyer (Düsseldorf, 6 juni 1849 - idem, 23 september 1930) was een Duitse schilder van stillevens.

## Biografie
Emilie Preyer was dochter van een Duitse kunstschilder  Johann Wilhelm Preyer en Emilie Lachenwitz. Preyer zette in Düsseldorf de traditionele wijze van schilderen van stillevens van haar vader voort, echter op een hoger schilderkunstig niveau. Onder leiding van haar vader werd zij in sneltreinvaart een professioneel schilder. Omdat vrouwen in deze periode nog niet overal aan opleidingen werden toegelaten, wordt zij gezien als een niet officiële leerling van de Düsseldorfer Königlichen Kunstakademie. Zij kreeg in 1866/67 ook onderricht van de historieschilder Heinrich Mücke en van de landschapsschilder Hans Fredrik Gude. Preyer exposeerde onder andere in Berlijn, Dresden en in haar geboortestad Düsseldorf. Zij had rond 1887 een atelier in het huis van haar vader aan de Gartenstraße 33 in Düsseldorf-Pempelfort.

## Schilderstijl
Haar vroegste stillevens, uit 1866/1867 vertonen nog kleine schilderkunstige zwakheden, maar twee jaar later is haar talent volledig ontwikkeld. Hoewel Emilie Preyer net als haar vader Johann Wilhelm Preyer bloemen- en fruitstillevens schildert, en de keuze van het onderwerp weinig verschilt van de schilderijen van haar vader, zijn er toch verschillen zichtbaar. 
In haar stillevens zijn de vruchten zachter; zijdelings invallend licht benadrukt de vorm van de objecten wat minder. Daarnaast worden de voorwerpen vaak gerangschikt op een tafelkleed, terwijl haar vader bijna uitsluitend een marmeren oppervlak gebruikt als ondergrond.
Net als haar vader was Preyer internationaal bekend. Het New York Metropolitan Museum en de Picture Gallery in Philadelphia verwierven stillevens van deze dochter. Ook is er werk van haar opgenomen in Engelse en Amerikaanse particuliere collecties. 
Naast stillevens schilderde Preyer ook genrestukken op groter formaat.

## Galerij

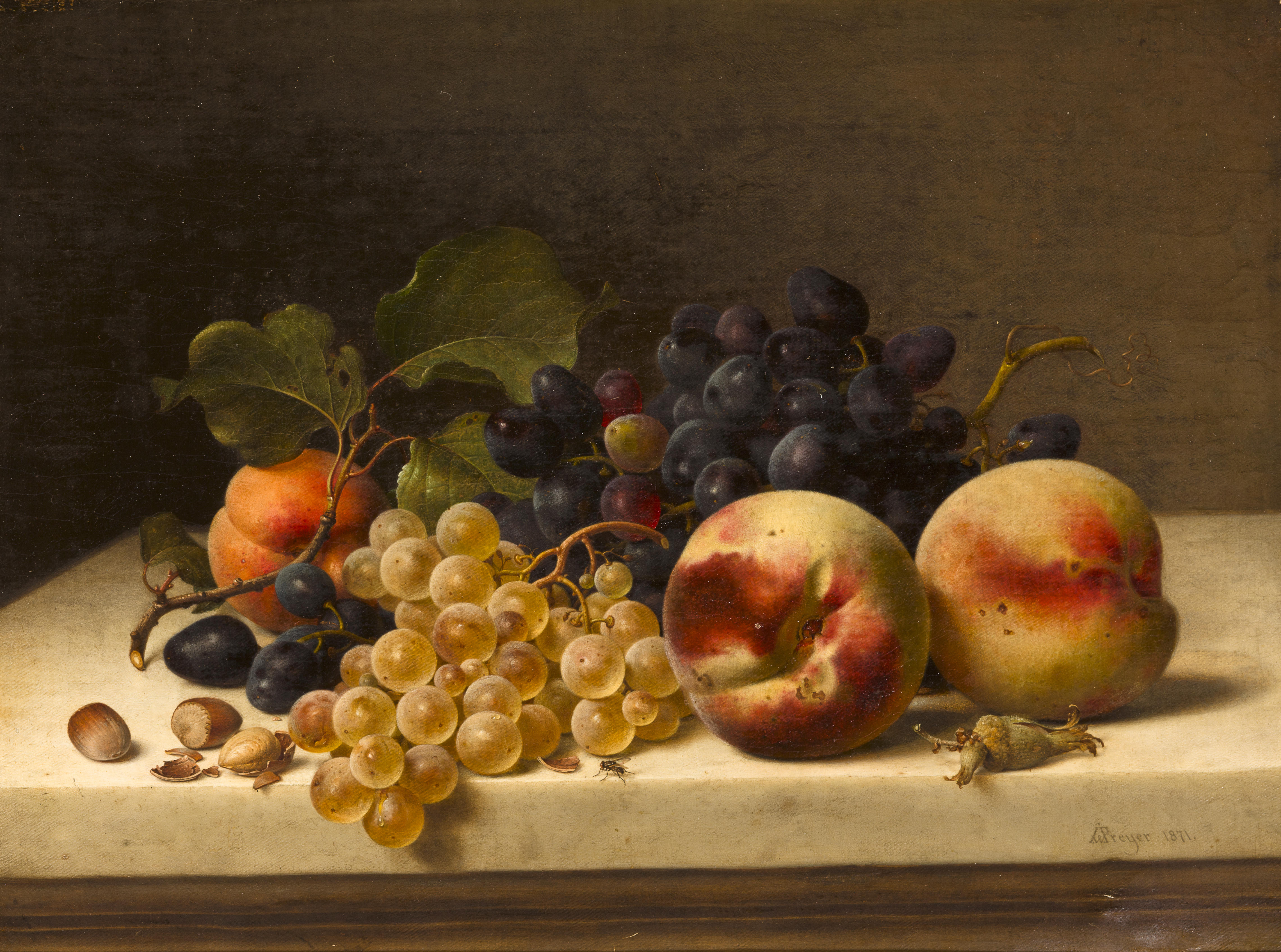
Stilleven met pruimen, druiven en hazelnoten door Johann Wilhelm Preyer
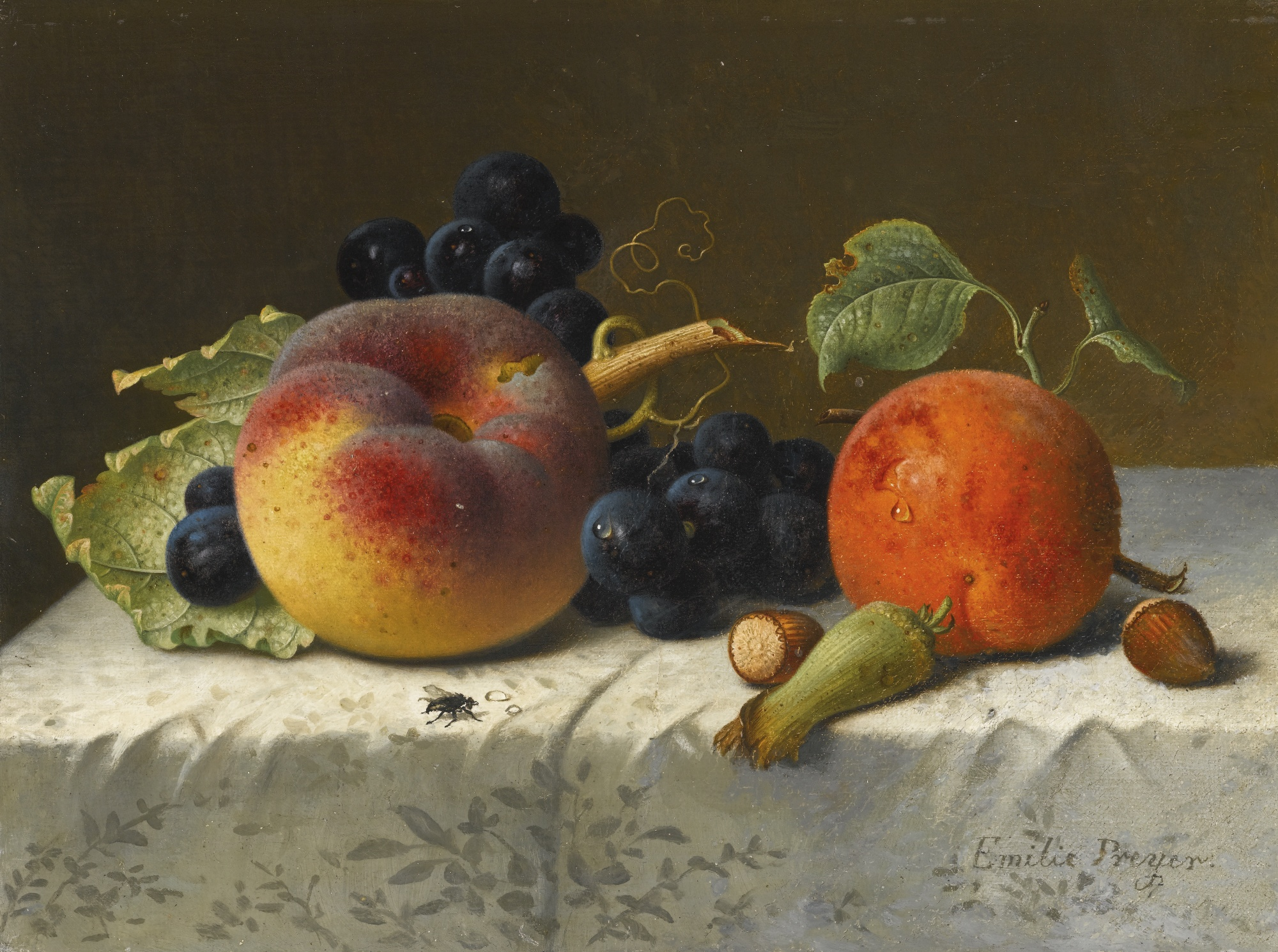
Emilie Preyer, Stilleven met perzik, abrikoos, druiven en hazelnoten op een tafelkleed
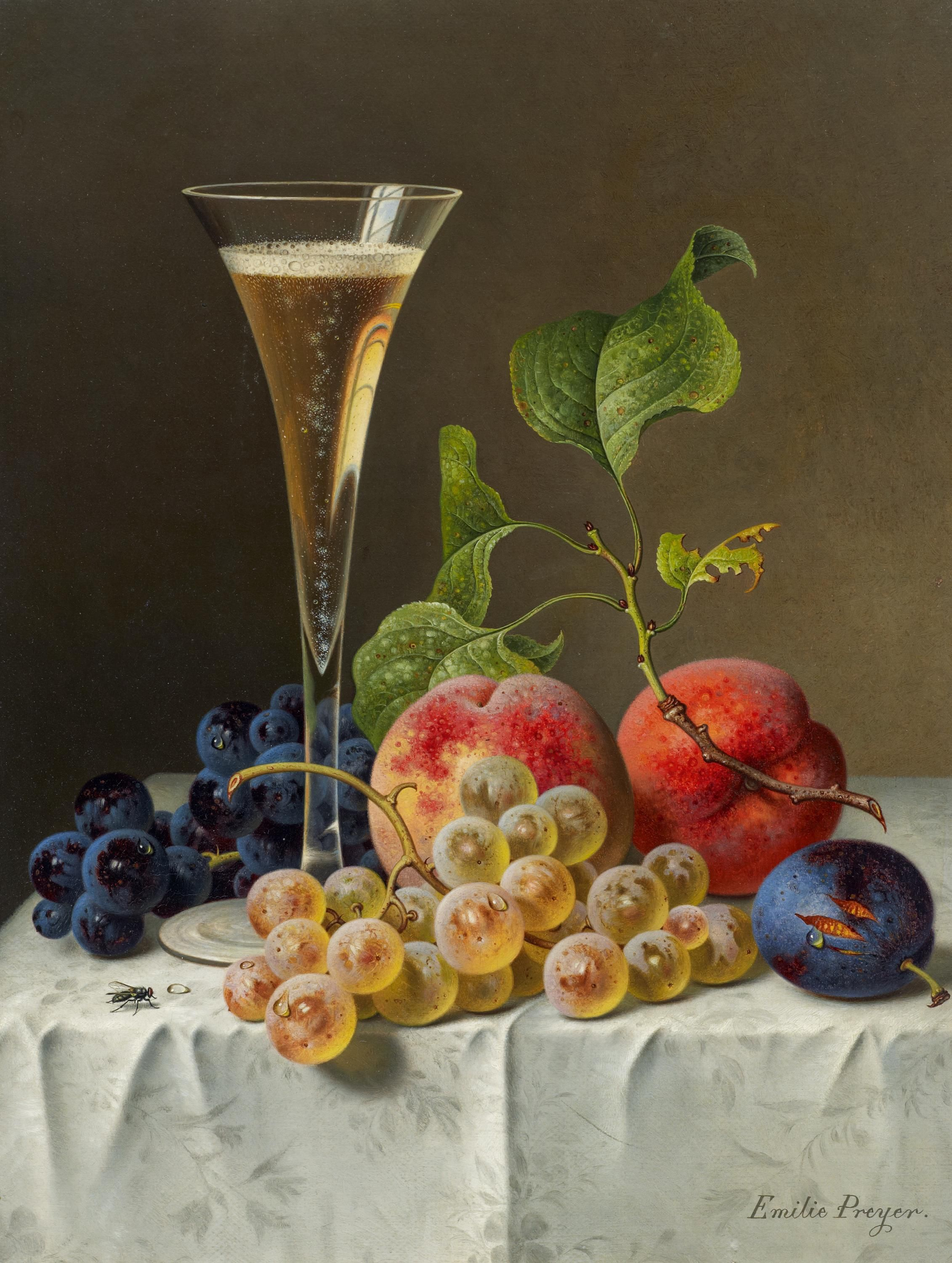
Stilleven met glas Sekt
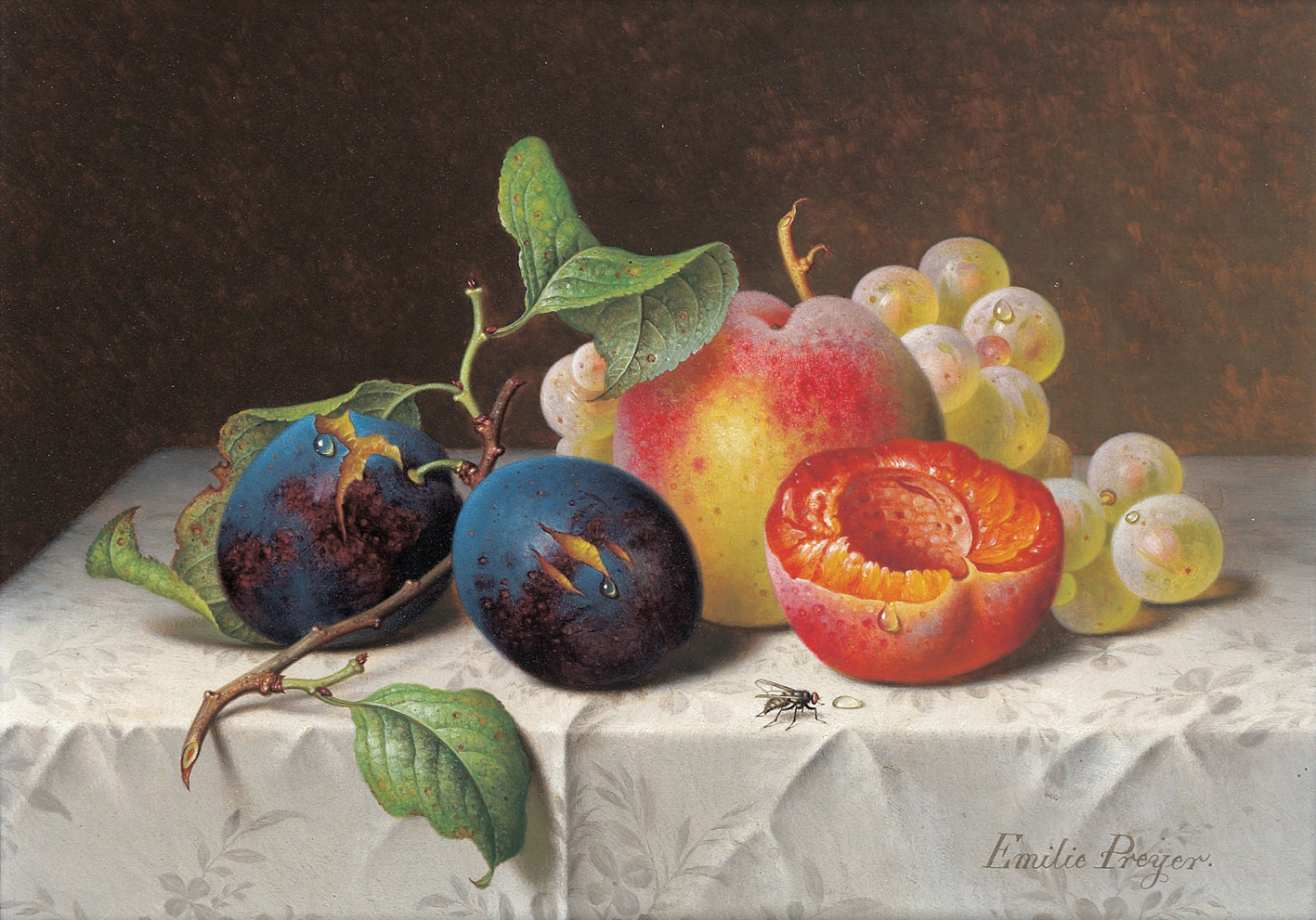

- Gemeinsame Normdatei: 139784055
- International Standard Name Identifier: 0000 0001 2144 360X
- Library of Congress Control Number: no2009205316
- RKD-Nederlands Instituut voor Kunstgeschiedenis: 64792
- Système universitaire de documentation: 148280323
- Union List of Artist Names: 500012302
- Virtual International Authority File: 95756154
- WorldCat: E39PBJjT69tDBvDWdDp7DQMVmd